# Landrethun-lès-Ardres
Landrethun-lès-Ardres (Nederlands, verouderd: Landerten) is een gemeente in het Franse departement Pas-de-Calais (regio Hauts-de-France) en telt 599 inwoners (1999). De plaats maakt deel uit van het arrondissement Calais.

## Naam
In het departement Pas-de-Calais bestaan twee plaatsen die Landrethun heten, namelijk  Landrethun-le-Nord en Landrethun-lès-Ardres. Om verwarring met Landrethun-le-Nord te voorkomen heeft de gemeente "lès-Ardres" aan de plaatsnaam toegevoegd.
De plaatsnaam heeft een Oudnederlandse herkomst. De oudste vermelding is uit de periode 1155-1158 als Landringetun. Het betreft een samenstelling, waarbij het eerste element een afleiding is van een persoonsnaam + het afstammingsuffix -ing +  -tuin (waarschijnlijk betekent tūn hier: 'omheind terrein, erf'). De betekenis van de plaatsnaam is dan: ‘omheind terrein, erf van man X’. De huidige Franstalige plaatsnaam is hiervan een fonetische nabootsing.
De spelling van de naam van het dorp was door de eeuwen heen achtereenvolgens: *Landringetun en Landregatun (1084), Landringatum (1119), Landringhentum (1157), Landringatum (1164), Landrethun (1543). Hierna kreeg en behield het zijn huidige naam en spellingswijze.
De naam van de plaats luidt in het Frans-Vlaams: Landerten. 

## Geografie
De oppervlakte van Landrethun-lès-Ardres bedraagt 5,7 km², de bevolkingsdichtheid is 105,1 inwoners per km².
De onderstaande kaart toont de ligging van Landrethun-lès-Ardres met de belangrijkste infrastructuur en aangrenzende gemeenten.

## Demografie
Onderstaande figuur toont het verloop van het inwonertal (bron: INSEE-tellingen).